# Troschenreuth (Emtmannsberg)
Troschenreuth ist ein Gemeindeteil der Gemeinde Emtmannsberg im Landkreis Bayreuth (Oberfranken, Bayern). Troschenreuth liegt in der Gemarkung Hauendorf.

## Geografie
Das Dorf liegt in Hanglage zu einer Anhöhe (501 m ü. NHN, 0,7 km westlich), die zu den nördlichen Ausläufern der Fränkischen Schweiz zählt. Im Ort entspringt ein namenloser linker Zufluss der Ölschnitz. Die Kreisstraße BT 17 führt zur Bundesstraße 22 bei Lehen (1,9 km nördlich) bzw. nach Unterölschnitz (2,1 km südöstlich). Eine Gemeindeverbindungsstraße zweigt von der BT 17 ab und führt an der Gampelmühle vorbei nach Wiedent (1 km östlich).

## Geschichte
Der Ort wurde 1436 Lehenbuch des Markgrafen Friedrich von Brandenburg erstmals urkundlich erwähnt.
Gegen Ende des 18. Jahrhunderts bestand Troschenreuth aus 6 Anwesen (1 Hof, 5 Halbhöfe). Die Hochgerichtsbarkeit stand dem bayreuthischen Stadtvogteiamt Creußen zu. Die Dorf- und Gemeindeherrschaft und die Grundherrschaft über sämtliche Anwesen hatte das bayreuthische Verwalteramt Emtmannsberg.
Von 1797 bis 1810 unterstand der Ort dem Justiz- und Kammeramt Bayreuth. Mit dem Ersten Gemeindeedikt wurde Troschenreuth dem 1812 gebildeten Steuerdistrikt Emtmannsberg zugewiesen. Zugleich entstand die Ruralgemeinde Troschenreuth, zu der Gottelhof gehörte. Sie war in Verwaltung und Gerichtsbarkeit dem Landgericht Bayreuth zugeordnet und in der Finanzverwaltung dem Rentamt Bayreuth. Mit dem Gemeindeedikt von 1818 erfolgte die Eingemeindung nach Hauendorf. Am 1. Mai 1978 wurde Troschenreuth im Zuge der Gebietsreform in Bayern in die Gemeinde Emtmannsberg eingegliedert.

### Einwohnerentwicklung
| Jahr      | 001819 | 001822 | 001861 | 001871 | 001885 | 001900 | 001925 | 001950 | 001961 | 001970 | 001987 | 002020 |
| Einwohner | 60     | 66     | 67     | 59     | 51     | 54     | 48     | 78     | 55     | 55     | 55     | 60     |
| Häuser    |        | 10     |        |        | 9      | 9      | 9      | 8      | 9      |        | 14     |        |
| Quelle    | [ 9 ]  | [ 6 ]  | [ 10 ] | [ 11 ] | [ 12 ] | [ 13 ] | [ 14 ] | [ 15 ] | [ 16 ] | [ 17 ] | [ 18 ] | [ 1 ]  |

## Religion
Troschenreuth ist seit der Reformation evangelisch-lutherisch geprägt und nach St. Bartholomäus (Emtmannsberg) gepfarrt.